# Capehuapi
Capehuapi, también conocida como Capera, es una isla del sur de Chile que se encuentra en el seno de Reloncaví, Región de Los Lagos. Pertenece a la comuna de Puerto Montt y se encuentra próxima a isla Maillen. Según el censo de 2017, tiene una población de 23 habitantes.

## Toponimia
El nombre «Capeahuapi» significa «isla de cabras» en lengua mapuche. Según Francisco Astaburuaga, quien se refiere a la isla como «Capiraguapi» en su Diccionario Geográfico de la República de Chile de 1899, también era conocida como «Copiaguapi», por el copihue.

## Descripción
La isla tiene una superficie de 0,2 km² y se encuentra al sur de Maillen, separada de ella por un canal de 500 m de ancho. El extremo oriental es alto y se eleva a unos 25 m sobre el nivel del mar. La puntilla al noroeste alberga un conchal con una antigüedad de seis mil años y en el lado norte existen restos de corrales de pesca. Desde la década de los 90 está rodeada de centros de cultivo de salmón y chorito.
El marino y explorador Francisco Vidal Gormaz la describe en 1872 como una isla «hermosa i pintoresca»:

En su superficie solo hai dos chozas rodeadas por algunos manzanos i de abundantes cultivos de trigo i papas. Su poblacion llega a 12 almas de ambos sexos i edades que apagan su sed en dos pequeñas vertientes El ganado bebe agua del mar.

Capeahuapi tiene costas formadas de guijo i de grandes pedruscos, siendo suave tan solo la puntilla NO., llamada punta blanca por el color que le dan los fragmentos de las tacas i las ostras que abundan en sus playas. Hai tambien abundantes cholgas, piures y culeghes. Los contornos de la isla son someros, especialmente por el norte i el SE.
Francisco Vidal Gormaz

A fines del siglo XIX tenía alrededor de 30 habitantes.

## Economía
Las personas viven del cultivo de papas y hortalizas, de la crianza de animales como corderos y gallinas, y de la recolección y pesca de recursos del mar, como navajuelas, choritos y la merluza austral.[cita requerida]
En 2015, pescadores artesanales de Caleta Anahuac inauguraron una ruta turística para visitar Capehuapi y conocer el modo de vida de los isleños, como así también conocer faenas de cultivo de choritos y degustar curanto al hoyo, plato típico de la zona.

## Servicios
La isla no tiene servicios públicos como posta o escuela. Sus habitantes tampoco tienen agua potable o luz eléctrica permanente, y como en otras islas de la región, se han visto afectados por la sequía. Tampoco existe un servicio de transporte de pasajeros que la conecte con Puerto Montt, pero desde 2018 cuenta con un muelle flotante para el embarque y desembarque de pasajeros.

## Galería

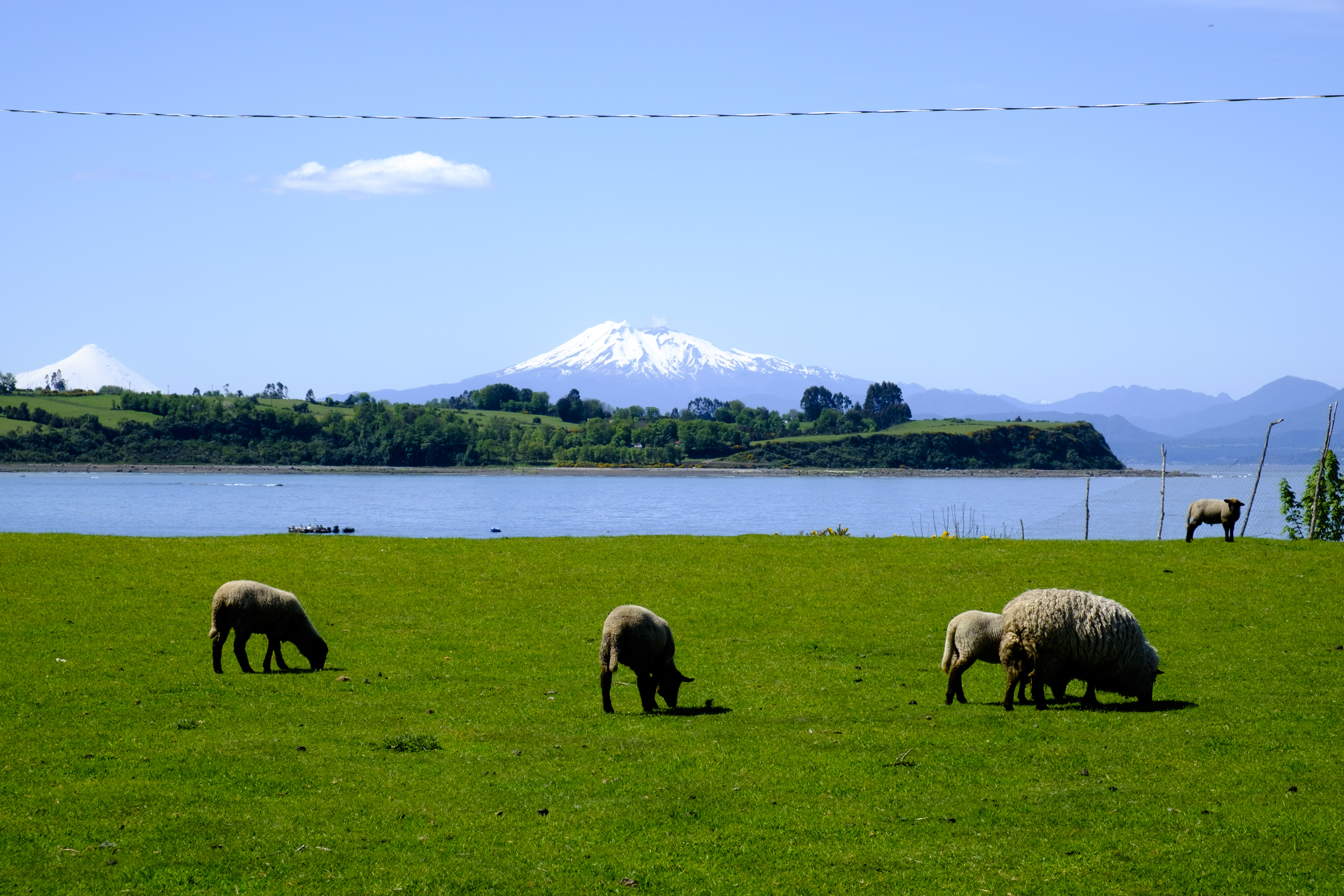
Corderos y volcán Calbuco al fondo
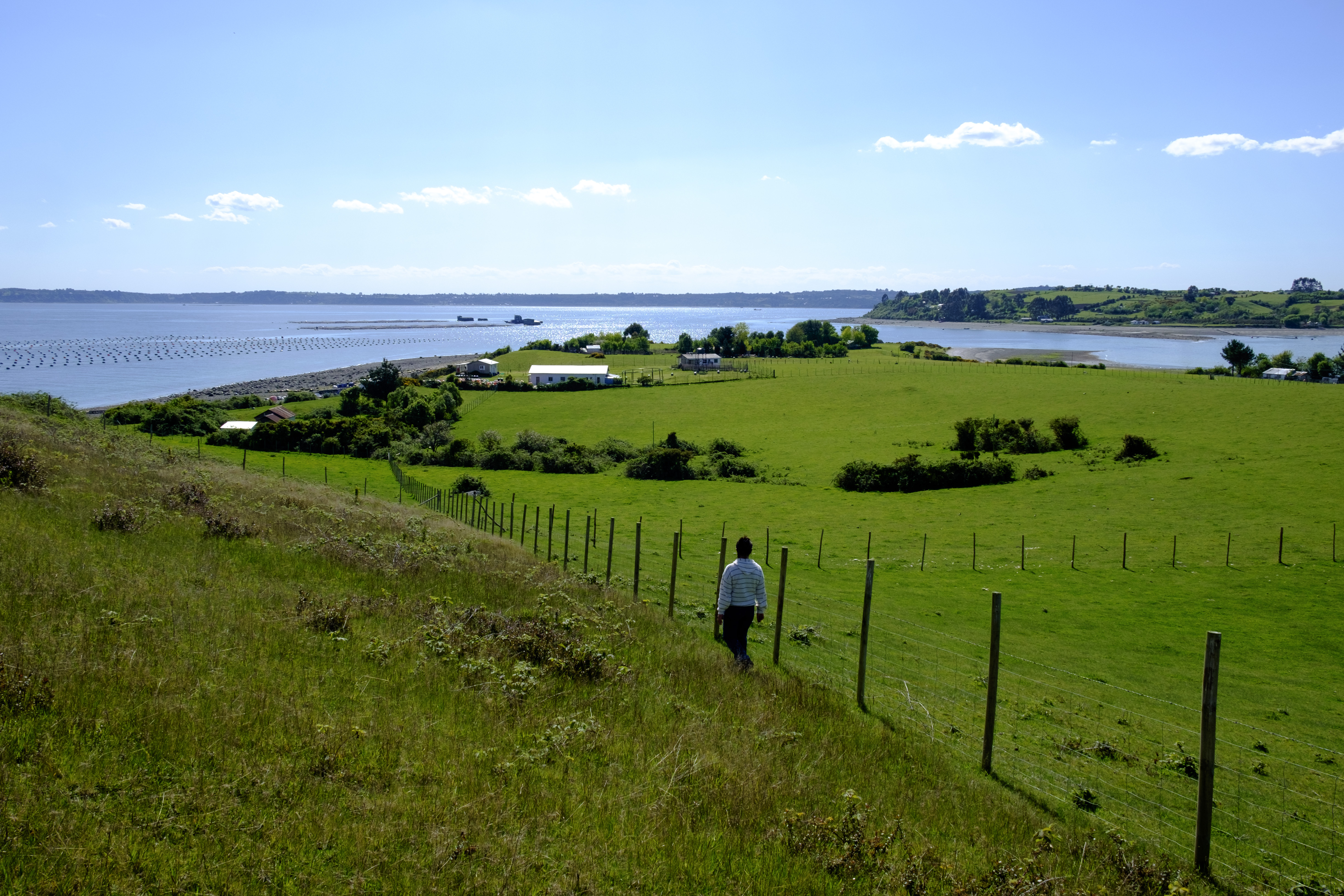
Vista general de la isla